# ESA PANGAEA
PANGAEA (Planetary Analogue Geological and Astrobiological Practice for Astronauts) è un corso di addestramento per astronauti sviluppato dall'Agenzia Spaziale Europea (ESA). Esso fornisce conoscenze e competenze fondamentali principalmente sulla geologia di campo, per preparare gli astronauti all'addestramento avanzato, specifico per le missioni sulla Luna e su Marte. 
Il corso ESA PANGAEA incorpora anche lo sviluppo e la sperimentazione di tecnologie a supporto dell'esplorazione planetaria.

## Partecipanti a PANGAEA
Il corso ESA PANGAEA ha addestrato astronauti e cosmonauti dell'ESA, della NASA, della JAXA e di Roscosmos, tra cui diversi membri dell'Artemis Team.

### PANGAEA 2016
- Luca Parmitano – Astronauta dell'ESA
- Matthias Maurer – Astronauta dell'ESA
- Pedro Duque – Astronauta dell'ESA

### PANGAEA 2017
- Samantha Cristoforetti – Astronauta dell'ESA
- Hervé Stevenin – Istruttore ESA EVA
- William Carrey - Ingegnere robotico dell'ESA
- Shahrzad Hosseini – Scienziata dell'ESA

### PANGAEA 2018
- Thomas Reiter – Astronauta dell'ESA
- Sergej Kud'-Sverčkov - Cosmonauta Roscosmos
- Aidan Cowley – Consulente scientifico dell'ESA e responsabile della Spaceship EAC

### PANGAEA 2021-2022
- Kathleen Rubins - Astronauta della NASA
- Andreas Mogensen – Astronauta dell'ESA
- Robin Eccleston – Ricercatore dell'ESA

### PANGAEA 2022-2023
- Stephanie Wilson - astronauta della NASA
- Alexander Gerst – Astronauta dell'ESA

Sessione alle Lofoten
- Alexander Gerst – Astronauta dell'ESA
- Samantha Cristoforetti - Astronauta dell'ESA

### PANGAEA 2023
- Jessica Wittner - Astronauta della NASA
- Thomas Pesquet - astronauta dell'ESA
- Takuya Onishi - astronauta della JAXA